# Handball-Europameisterschaft 2008/Kroatien
In diesem Artikel wird die kroatische Männer-Handballnationalmannschaft bei der Europameisterschaft 2008 in Norwegen behandelt.

## Qualifikation
→ Siehe Handball-Europameisterschaft 2008 

## Mannschaft

### Kader
| Nr.                           | Name                          | Verein                        | LS/Tore (vor EM)              | Spiele                        | Tore                          |                               | Zeitstrafen                   |                               |
| Torhüter (% gehaltener Bälle) | Torhüter (% gehaltener Bälle) | Torhüter (% gehaltener Bälle) | Torhüter (% gehaltener Bälle) | Torhüter (% gehaltener Bälle) | Torhüter (% gehaltener Bälle) | Torhüter (% gehaltener Bälle) | Torhüter (% gehaltener Bälle) | Torhüter (% gehaltener Bälle) |
| ----------------------------- | ----------------------------- | ----------------------------- | ----------------------------- | ----------------------------- | ----------------------------- | ----------------------------- | ----------------------------- | ----------------------------- |
| 12                            | Vjenceslav Somić*             | RK Zagreb                     | 10 / 0                        | 5                             | (26 %)                        | -                             | -                             | -                             |
| 16                            | Dragan Jerković*              | RK Zagreb                     | 55 / 0                        | 3                             | (10 %)                        | -                             | -                             | -                             |
| 25                            | Mirko Alilović                | Ademar León                   | 15 / 0                        | 8                             | (34 %)                        | -                             | -                             | -                             |
| Feldspieler                   |                               |                               |                               |                               |                               |                               |                               |                               |
| 2                             | Nikša Kaleb                   | RK Zagreb                     | 79 / 152                      | 6                             | 12                            | 1                             | 1                             | -                             |
| 3                             | Renato Sulić                  | RK Celje                      | 87 / 221                      | 6                             | 7                             | -                             | 4                             | -                             |
| 4                             | Ivano Balić                   | SDC San Antonio               | 124 / 376                     | 8                             | 44 / 2                        | 3                             | -                             | -                             |
| 5                             | Domagoj Duvnjak               | RK Zagreb                     | 10 / 13                       | 7                             | 17 / 13                       | -                             | 2                             | -                             |
| 6                             | Blaženko Lacković             | SG Flensburg-Handewitt        | 103 / 322                     | 8                             | 18 / 1                        | -                             | 1                             | -                             |
| 9                             | Igor Vori                     | RK Zagreb                     | 93 / 231                      | 8                             | 21                            | 3                             | 3                             | -                             |
| 10                            | Davor Dominiković             | SDC San Antonio               | 141 / 177                     | 4                             | -                             | 2                             | 3                             | -                             |
| 13                            | Zlatko Horvat                 | RK Zagreb                     | 25 / 43                       | 8                             | 18                            | 1                             | -                             | -                             |
| 14                            | Drago Vuković**               | RK Velenje                    | 46 / 37                       | 5                             | 3                             | -                             | -                             | -                             |
| 18                            | Denis Špoljarić               | RK Zagreb                     | 106 / 51                      | 8                             | 1                             | 5                             | 3                             | -                             |
| 19                            | Petar Metličić                | BM Ciudad Real                | 144 / 407                     | 8                             | 31                            | 3                             | 6                             | -                             |
| 22                            | Josip Valčić* **              | RK Zagreb                     | 3 / 2                         | 3                             | -                             | -                             | -                             | -                             |
| 23                            | Ljubo Vukić*                  | RK Zagreb                     | 24 / 27                       | 3                             | 5                             | -                             | -                             | -                             |
| 24                            | Tonči Valčić                  | Ademar León                   | 78 / 125                      | 7                             | 16                            | 3                             | 2                             | -                             |
| 27                            | Ivan Čupić                    | Octavio Vigo                  | 10 / 13                       | 7                             | 19 / 6                        | -                             | 1                             | -                             |
|                               |                               | Gesamt                        | 1249 / 2438                   | 8                             | 212 / 22                      | 21                            | 26                            | -                             |
| Trainer/Betreuer              |                               |                               |                               |                               |                               |                               |                               |                               |
|                               | Lino Červar                   | RK Zagreb                     | Trainer                       |                               |                               |                               |                               | 1                             |
|                               | Slavko Goluža                 |                               | Co-Trainer                    |                               |                               |                               |                               |                               |

* nach der Vorrunde nachnominiert/gestrichen (Vukić, Somić/J. Valčić, Jerković)
** nach der Hauptrunde nachnominiert/gestrichen (J. Valčić/Vuković)

## Vorrundenspiele (Gruppe A)
In der Vorrunde traf die kroatische Mannschaft auf Polen, Tschechien und Slowenien.

### Kroatien 32:27 (14:14) Polen
(17. Januar, in Stavanger, Stavanger Idrettshall)
KRO: Dragan Jerković, Mirko Alilović – Zlatko Horvat (7), Ivano Balić (7), Tonči Valčić (5), Domagoj Duvnjak (3/3), Renato Sulić (3), Petar Metličić (2), Igor Vori (2), Ivan Čupić (1), Drago Vuković (1), Blaženko Lacković (1), Nikša Kaleb, Denis Špoljarić
POL: Sławomir Szmal, Adam Weiner – Mariusz Jurasik (11/1), Karol Bielecki (6), Grzegorz Tkaczyk (4), Mateusz Jachlewski (3/1), Krzysztof Lijewski (3), Bartosz Jurecki, Michał Jurecki, Tomasz Tłuczyński, Damian Wleklak, Artur Siódmiak, Marcin Lijewski, Patryk Kuchczyński

### Tschechien 26:30 (13:13) Kroatien
(18. Januar, in Stavanger, Stavanger Idrettshall)
CZE: Martin Galia, Petr Štochl – Jiří Vítek (7/5), Petr Hrubý (4), Jan Filip (4), Karel Nocar (3), Alois Mráz (3/1), Pavel Horák (3), Martin Šetlík (1), Michal Brůna (1), Jiří Motl, Jan Sobol, Tomáš Heinz, Tomáš Řezníček
KRO: Dragan Jerković, Mirko Alilović – Ivano Balić (6), Domagoj Duvnjak (5/5), Blaženko Lacković (5), Nikša Kaleb (4), Ivan Čupić (3/2), Zlatko Horvat (3), Renato Sulić (2), Petar Metličić (2), Josip Valčić, Drago Vuković, Denis Špoljarić, Igor Vori

### Kroatien 29:24 (16:15) Slowenien
(20. Januar, in Stavanger, Stavanger Idrettshall)
KRO: Dragan Jerković, Mirko Alilović – Ivano Balić (7), Igor Vori (4), Nikša Kaleb (4), Petar Metličić (4), Zlatko Horvat (3), Domagoj Duvnjak (2), Renato Sulić (2), Tonči Valčić (1), Drago Vuković (1), Blaženko Lacković (1), Ivan Čupić, Denis Špoljarić
SLO: Gorazd Škof, Beno Lapajne – Aleš Pajovič (7/3), Uroš Zorman (3), Goran Kozomara (3), Vid Kavtičnik (3), Matjaž Mlakar (2), Luka Žvižej (2), Ognjen Backovič (1), Roman Pungartnik (1), Jure Natek (1), Dragan Gajič (1), Rok Praznik, David Špiler

## Hauptrundenspiele (Gruppe I)
In der Vorrunde traf die kroatische Mannschaft auf Dänemark, Montenegro und Norwegen.

### Kroatien 20:30 (9:15) Dänemark
(22. Januar, in Stavanger, Stavanger Idrettshall)
KRO: Vjenceslav Somić, Mirko Alilović – Zlatko Horvat (5), Petar Metličić (4), Igor Vori (3), Ivano Balić (3/1), Blaženko Lacković (2/1), Ljubo Vukić (1), Domagoj Duvnjak (1), Drago Vuković (1), Tonči Valčić, Nikša Kaleb, Renato Sulić, Denis Špoljarić
DÄN: Kasper Hvidt, Peter Henriksen – Hans Lindberg (7), Lasse Boesen (6), Lars Christiansen (4/2), Kasper Søndergaard Sarup (3), Bo Spellerberg (3), Joachim Boldsen (3), Michael V. Knudsen (2), Kasper Nielsen (1), Lars Krogh Jeppesen (1), Mikkel Aagaard, Jesper Jensen, Lars Jørgensen

### Kroatien 34:26 (12:13) Montenegro
(23. Januar, in Stavanger, Stavanger Idrettshall)
KRO: Vjenceslav Somić, Mirko Alilović – Igor Vori (9), Ivan Čupić (6), Petar Metličić (5), Tonči Valčić (4), Domagoj Duvnjak (4/1), Ivano Balić (3/1), Ljubo Vukić (2/1), Denis Špoljarić (2), Zlatko Horvat (1), Drago Vuković, Blaženko Lacković, Davor Dominiković
MNE: Rade Mijatović, Goran Stojanović – Petar Kapisoda (7/4), Alen Muratović (5), Žarko Marković (3), Zoran Roganović (3), Ratko Đurković (2), Aleksandar Svitlica (2), Draško Mrvaljević (2), Mirko Milašević (1), Novica Rudović (1), Marko Pejović, Goran Đukanović, Marko Dobrković

### Kroatien 23:23 (10:11) Norwegen
(24. Januar, in Stavanger, Stavanger Idrettshall)
KRO: Vjenceslav Somić, Mirko Alilović – Ivano Balić (9), Blaženko Lacković (5), Nikša Kaleb (3), Petar Metličić (3), Tonči Valčić (1), Ivan Čupić (1), Domagoj Duvnjak (1/1), Zlatko Horvat, Renato Sulić, Denis Špoljarić, Davor Dominiković, Igor Vori
NOR: Steinar Ege, Ole Erevik – Kjetil Strand (5/3), Rune Skjærvold (5), Frode Hagen (5), Glenn Solberg (4), Thomas Skoglund (3), Bjarte Myrhol (1), Håvard Tvedten, Børge Lund, Kristian Kjelling, Johnny Jensen

## Halbfinale
Im Halbfinale traf die kroatische Mannschaft auf den Erstplatzierten der Hauptrundengruppe II, Frankreich.

### Kroatien 24:23 (11:9) Frankreich
(26. Januar in Lillehammer,  Håkans Hall)
KRO: Vjenceslav Somić, Mirko Alilović – Petar Metličić (6), Ivano Balić (5), Ivan Čupić (4/2), Tonči Valčić (3), Blaženko Lacković (2), Igor Vori (2), Nikša Kaleb (1), Domagoj Duvnjak (1/1), Josip Valčić, Zlatko Horvat, Denis Špoljarić, Davor Dominiković
FRA: Daouda Karaboué, Thierry Omeyer – Luc Abalo (7), Daniel Narcisse (7), Nikola Karabatić (5/1), Guillaume Gille (2), Olivier Girault (1/1), Jérôme Fernandez (1), Cédric Paty (2), Sébastien Ostertag, Christophe Kempe, Fabrice Guilbert, Bertrand Gille, Didier Dinart

## Finale
Im Finale traf die kroatische Mannschaft auf den Sieger des zweiten Halbfinales, Dänemark.

### Kroatien 20:24 (10:13) Dänemark
(27. Januar in Lillehammer,  Håkans Hall)
KRO: Vjenceslav Somić, Mirko Alilović – Petar Metličić (5),  Ivan Čupić (4/1), Ivano Balić (4), Tonči Valčić (2), Ljubo Vukić (2), Blaženko Lacković (2), Igor Vori (1), Zlatko Horvat, Renato Sulić, Denis Špoljarić, Davor Dominiković, Josip Valčić
DÄN: Kasper Hvidt, Peter Henriksen – Lars Christiansen (7/2), Lasse Boesen (7), Jesper Jensen (4), Hans Lindberg (3), Michael V. Knudsen (2), Lars Jørgensen (1), Kasper Søndergaard Sarup, Jesper Nøddesbo, Bo Spellerberg, Joachim Boldsen, Kasper Nielsen, Mikkel Aagaard